# Élections régionales de 1987 en Schleswig-Holstein
Les élections régionales de 1987 en Schleswig-Holstein (en allemand : Landtagswahl in Schleswig-Holstein 1987) se tiennent le 13 septembre 1987, afin d'élire les 74 députés de la 11e législature du Landtag pour un mandat de quatre ans.
Le scrutin est marqué par la première victoire du SPD depuis 1954, qui remporte la majorité relative, tandis que la CDU et le ministre-président Uwe Barschel sont empêtrés dans une affaire d'espionnage et de manipulation électoraux.

## Contexte
Aux élections régionales du 13 mars 1983, la CDU du ministre-président Uwe Barschel, investi cinq mois avant la tenue du scrutin, conserve la majorité absolue dont elle bénéficie depuis 1971. Avec 49 % des voix, elle fait élire 39 députés sur 74. Barschel, comme ses trois prédécesseurs, entreprend alors un second mandat.
Le SPD, désormais emmené par l'ancien ministre fédéral Björn Engholm, poursuit sa progression et remporte 43,7 % des suffrages exprimés, soit 34 parlementaires. À l'époque, il s'agit de son deuxième meilleur résultat dans ce Land après celui de 1947. En revanche, le FDP d'Uwe Ronneburger subit une sévère déconvenue puisqu'il est exclu du Landtag avec seulement 2,2 % des voix. À la tête du FDP régional depuis 1970, Ronneburger est alors remplacé par Werner Zywietz, qui cède lui-même sa place au député fédéral Wolf-Dieter Zumpfort en 1985.
Le 12 septembre 1987, à la veille des élections, le journaliste Reiner Pfeiffer révèle au journal Der Spiegel qu'il a été embauché par Barschel pour espionner et discréditer Engholm par des rumeurs sur sa vie privée, sa situation fiscale ou la mise en scène d'un fausse écoute téléphonique. Ces révélations sont le point de départ d'un scandale politique retentissant baptisé l'« affaire Barschel ».

## Mode de scrutin
Le Landtag est constitué de 74 députés (en allemand : Mitglied des Landtags, MdL), élus pour une législature de quatre ans au suffrage universel direct et suivant le scrutin proportionnel d'Hondt.
Chaque électeur dispose d'une voix, qui compte double : elle lui permet de voter pour un candidat de sa circonscription, selon les modalités du scrutin uninominal majoritaire à un tour, le Land comptant un total de 44 circonscriptions ; elle est alors automatiquement attribuée au parti politique dont ce candidat est le représentant.
Lors du dépouillement, l'intégralité des 74 sièges est répartie en fonction des voix attribuées aux partis, à condition qu'un parti ait remporté 5 % des voix au niveau du Land. Cette limite ne s'applique pas à la Fédération des électeurs du Schleswig du Sud, qui représente les Danois d'Allemagne. Si un parti a remporté des mandats au scrutin uninominal, ses sièges sont d'abord pourvus par ceux-ci.
Dans le cas où un parti obtient plus de mandats au scrutin uninominal que la proportionnelle ne lui en attribue, la taille du Landtag est augmentée jusqu'à rétablir la proportionnalité.

## Campagne

### Principales forces
| Parti | Parti                                                                              | Chef de file                      | Résultats de 1983          |
| ----- | ---------------------------------------------------------------------------------- | --------------------------------- | -------------------------- |
|       | Union chrétienne-démocrate d'Allemagne Christlich Demokratische Union Deutschlands | Uwe Barschel (Ministre-président) | 49 % des voix 39 députés   |
|       | Parti social-démocrate d'Allemagne Sozialdemokratische Partei Deutschlands         | Björn Engholm                     | 43,7 % des voix 34 députés |
|       | Fédération des électeurs du Schleswig du Sud Südschleswigscher Wählerverband       | Karl Otto Mayer                   | 1,4 % des voix 1 député    |

## Résultats

### Voix et sièges
| Parti                             | Parti                                              | Voix      | Voix  | Sièges | Sièges        | Sièges | Sièges | Sièges        |
| Parti                             | Parti                                              | Votes     | %     | MU1    | +/-           | Liste  | Total  | +/-           |
| --------------------------------- | -------------------------------------------------- | --------- | ----- | ------ | ------------- | ------ | ------ | ------------- |
|                                   | Parti social-démocrate d'Allemagne (SPD)           | 701 124   | 45,23 | 28     | 17            | 8      | 36     | 2             |
|                                   | Union chrétienne-démocrate d'Allemagne (CDU)       | 660 484   | 42,61 | 16     | 17            | 17     | 33     | 6             |
|                                   | Parti libéral-démocrate (FDP)                      | 81 113    | 5,23  | 0      | en stagnation | 4      | 4      | 4             |
|                                   | Les Verts (Grünen)                                 | 60 408    | 3,90  | 0      | en stagnation | 0      | 0      | en stagnation |
|                                   | Fédération des électeurs du Schleswig du Sud (SSW) | 23 316    | 1,50  | 0      | en stagnation | 1      | 1      | en stagnation |
|                                   | Autres                                             | 23 591    | 1,51  | 0      | en stagnation | 0      | 0      | en stagnation |
|                                   |                                                    |           |       |        |               |        |        |               |
| Votes valides                     | Votes valides                                      | 1 550 036 | 99,40 |        |               |        |        |               |
| Votes blancs et nuls              | Votes blancs et nuls                               | 9 294     | 0,60  |        |               |        |        |               |
| Total                             | Total                                              | 1 559 330 | 100   | 44     | en stagnation | 30     | 74     | 1             |
| Abstentions                       | Abstentions                                        | 476 052   | 15,19 |        |               |        |        |               |
| Nombre d'inscrits / participation | Nombre d'inscrits / participation                  | 2 035 382 | 84,81 |        |               |        |        |               |

### Conséquences
Le 25 septembre 1987, Uwe Barschel annonce qu'il démissionne de son poste de ministre-président de Schleswig-Holstein. Le vice-ministre-président Henning Schwarz assume donc l'intérim de la direction du gouvernement du Land, tandis que le Landtag se révèle incapable d'investir un successeur à Barschel : la CDU bénéficie du soutien du FDP, tandis que la SSW apporte son appui au SPD, ce qui confine chaque bloc à 37 voix, soit l'exacte moitié des sièges. Le 11 octobre, Uwe Barschel est retrouvé mort dans un hôtel de Genève, la police concluant à un suicide.
Face à l'impossibilité d'investir un chef de l'exécutif en conformité avec la Constitution, de nouvelles élections sont convoquées le 8 mai 1988.